# リモートコントロールダンディ
『リモートコントロールダンディ』は1999年7月22日にヒューマンによって発売されたPlayStation用のロボット操縦アクションゲームである。

## 概要
漫画『鉄人28号』のように巨大ロボットを外から眺めてリモートコントロールして敵と戦うのが特徴。操作する巨大ロボットと、操縦者の移動操作をそれぞれ切り替えることができる。
表示される画面は人間である主人公の視点なので、あまり離れすぎると敵がよく見えない（場合によっては操作ロボットが電波圏外によって操作不能となる）が、かといって近づきすぎてしまうと戦いに巻き込まれてダメージを受けてしまう危険もあるので、操縦者を移動させ安全で視界のいい場所を確保するのが重要となる。体力のパラメーターは操縦者、操縦するロボットと個別に分かれており、どちらかが無くなるとゲームオーバーになる。
ロボットの操縦機はプレイステーションのコントローラであるデュアルショックと同型で、L1、L2ボタンが左足の前後移動、R1、R2ボタンが右足の前後移動に対応。前に歩く場合は左右の足を交互に前進させるといった具合に独特の操作が必要となり、主人公とプレイヤーの一体感を演出している。
本ゲームでは「正義の味方」が実在する場合どのようなものになるか？という考察をゲームシステムに組み込んでいる。主人公は「鶏野警備隊」のオーナーとなり、鶏野市からの出動要請を受けて街を破壊する怪ロボットを退治する。そして怪ロボット撃退後に市から撃退報酬を受け取ることで警備隊を運用する。だが自分のロボットは勿論、敵怪ロボットが壊した分の町の施設や一般市民の住宅、果ては信号機まで自分で弁償しなければならず、報酬からはそれらの修理費用が引かれてしまう。このため、できるだけ迅速に敵ロボットを撃退して町の損害を抑える必要がある。清算を経て得られた報酬は、操作ロボットの必殺技等の購入で使用することができる。この清算システムはプレイヤーの自由度を制限してしまうためか、後の同種作品には存在しない。収支がマイナスになり続けると破産するイベントがある。街の中には学校や各キャラクタの家、店舗など様々な建物があり、壊すと特殊イベントが発生するものがある。状況によってはロボットを操作せず、プレイヤー自らが巨大兵器へ攻撃するミッションも存在する。
ヒューマン倒産後、本作のスタッフが設立した会社がサンドロットであり、本作から受け取れる開発思想を受け継いでいる。
タイトルは違うが同じサンドロットが開発してエニックス（現：スクウェア・エニックス）より2002年に発売された『ギガンティック ドライブ』は本作のシステムをほぼそのまま受け継いでおり、実質的な続編（もしくはリメイク作品）といえる。2005年にはコナミから『リモートコントロールダンディSF』が発売されたが、こちらにはサンドロットスタッフは関わっていない。サンドロットはのちに原点である「鉄人28号」のゲーム化を行い高い評価を受けている。

## あらすじ
1998年10月17日、突如現れた怪ロボットにより、ニューヨークは一瞬のうちに火の海と化した。アメリカ軍による攻撃をものともせず、街を破壊していく怪ロボット。国際連合軍による攻撃も、さしたる成果を上げることができず、ニューヨークは3日で壊滅。近代兵器が一切効かず、都市を壊滅したその存在に人々は恐怖した。そして、北京、モスクワ、パリなど世界の主要都市に次々と怪ロボットが現れ、街を壊滅させた。
パリのレストランでくつろいでいた王座守の所にも怪ロボットが出現、守は命からがらパリから脱出した。その後、守は日本の鶏野へ移住、鶏野警備隊のオーナーとしてヴォーダンを操作し怪ロボットを倒すために奔走する。

## 登場人物

### 鶏野警備隊
- 王座守（声：高山みなみ）…世界最大の巨大企業『王座財閥』の御曹司。ある日怪ロボットに遭遇した後、鶏野警備隊オーナーとなり、巨大ロボ『ヴォーダン』で怪ロボットを倒すことに。
- ジャナッシュ柳（声：子安武人）…鶏野警備隊のロボットの研究、開発担当。ロボット工学の天才で、ヴォーダン（特に動力部の）設計にも関わっている。北領軍の首領クラウスの弟。
- 南優子（声：小林優子）…鶏野警備隊の作戦参謀で、経理担当。　被害額に頭を悩ませている。
- 美村美幸（声：野上ゆかな）…鶏野警備隊の通信オペレーター、備品管理担当。

### 北領軍
- クラウス柳（声：石井康嗣）…怪ロボットを操る北極の民『北領軍』の首領。
- 東野佐織（声：佐久間レイ）…鶏野中学校の教師であると同時に北領軍の一人。

### その他
- 王座健吾（声：大友龍三郎）…守の父であり王座財閥の総帥。
- 執事（声：大木民夫）…守が幼いころから身の回りの世話をしてきた使用人。
- レナ神川（声：川上とも子）…鶏野中学校に転校してきた金髪の美少女。ロボットを持っており、父から与えられたと本人が語っている。

## 登場ロボット
本作で登場するロボットは、対戦モードではすべて使用することができる。

### 鶏野警備隊
- ヴォーダン…古代遺跡より動力機関が無い状態で発掘されたロボットを王座財閥で改修したもの。ジェットエンジンを搭載しており、このジェットエンジンによる推力を利用した移動技（地上を高速推進移動するジェットダッシュや、急上昇して敵を蹴り飛ばすジェットダイブ等）、一時的なジェット噴射による勢いを利用した腕部打撃技が使用できる。腕は分離できる構造で、高速回転させる『トルネードアーム』により攻撃力を引き上げることができる。主な必殺技は、腕をジェット噴射で射出し、敵を撃墜する『シャトルパンチ』。
- ガレス…守の操縦する第2のロボ。中国製。蒸気エンジン搭載で燃料は石炭。特徴はリーチのあるキック技を持つ事や、伸縮自在の腕を持つ事。足に『大戦輪』と言う車輪を備えており、これを回転させる『大旋脚』を発動することでキック技の威力増幅が可能であり、この大戦輪を使ったキック技や投擲技もある。出撃コストが低い分、ヴォーダンよりも力が劣る。ストーリーが進むことで、しゃがんだ状態から大戦輪を使用して疾走する地上走行形態に変形することが可能になる。
- ライオネル…守の操縦する第3のロボ。フランス製。原子力エンジン搭載で、特徴は腕を銃のような『ダイナアーム』と蟹の腕のような『シザースアーム』に変換する能力を持ち、技は射撃重視となっている。飛行形態へ移行することも可能で、飛行中に射撃も出来る。最もパワーがある反面、出撃コストもナンバー1でエネルギーを消費する技も多い(ただし、技のエネルギー最大消費量は少ない方である)。最強技『ファイナルカウントダウン』は一時的にパワーを4倍に引き上げる(通常の強化攻撃が必殺技に匹敵する威力に引き上がる)が、発動後に1分を過ぎるとメルトダウンを引き起こす。ミッション終了時の損傷率が高い場合、ライオネルをメルトダウン前に整備施設へ移送する追加ミッションが発生する場合がある。
- ペルスヴァル…守の操縦する第4のロボ。日本製。巨大バッテリー搭載の電子ロボで、上半身と下半身が電磁石でつながった構造となっている。この構造から、上半身の360度回転が可能な上、分離することも可能。空を飛ぶことができ、飛行形態時には分離状態で空を飛ぶため、敵の攻撃が当たりにくくなる。4つのロボットの中で最も素早く動くことができ、飛行形態でも群を抜いて速いが装甲が薄い。操作によっては放電技も使用できる。

### 北領軍
北領軍側も古代遺跡より動力機関が無い状態で発掘されたロボットを改修したもの。
- モードル…怪ロボットの中でも一番弱いロボット。特徴は怪音とチョップのようなアッパー。動力はメタンエンジン（以下、モードル系統は全て同じ）。
- ハイデン…モードル系統の怪ロボット。特徴はステルス機能。
- モーガン…モードル系統の怪ロボット。特徴はちょっと速いスピード。
- バビロン…モードル系統の怪ロボット。特徴は前方のみ高い防御力。
- ガラハッド…格闘専用の怪ロボット。特徴は腕に稲妻をためて放出する『稲妻掌砲』。動力はディーゼルエンジン（以下、ガラハッド系統は全て同じ）。
- ガラハッド・ハンマー…ガラハッド系統の怪ロボット。特徴は右腕のハンマー。
- ガラハッド・キャノン…ガラハッド系統の怪ロボット。特徴は右肩のキャノン砲。
- ステルス・ガラハッド…ガラハッド系統の怪ロボット。特徴はステルス。
- エクトール…格闘系の怪ロボット。特徴は伸縮自在の腕。動力はゼンマイエンジン。
- サハリン2…ロシアから来る途中で暴走したロボット。特徴は原子炉から炎を出す『アトミックフレイム』。動力は原子力エンジン。
- キャメロン号…装甲が強化された怪ロボット。特徴は両肩から放出されるビーム砲。動力は水素エンジン。
- ニセ・ヴォーダン…ヴォーダンとうりふたつ（厳密には首部分の色が違う）なロボ。特徴はヴォーダンと全く同じな性能。動力はヴォーダンと同じくジェットエンジン。
- トルーンズ…ヴォーダンの兄弟機として作られたロボット。特徴は格闘に特化した能力。動力はガソリンエンジン。
- アスモデウス…鶏野市の発電所で密かに開発されたロボ。特徴はダークマターと呼ばれる無限のエネルギーと超強力なビーム砲『デモン砲』　（鶏野警備隊の第5ロボとも言えるが、実際に使用される前に敵として登場したため、こちらに分類）

### その他
- ランス…レナ神川が操縦するロボット。上半身を分離し敵攻撃を回避するほか強力な遠距離攻撃を行う。一度戦うミッションがあるほか、ルート次第ではプレーヤーがレナとして操縦し、損傷したヴォーダンの代わりに北領軍と戦うミッションがある。動力はソーラーエンジン。

- ディオニシオス…本来は破壊神と呼ばれるロボを倒すために造られた有機ロボットで破壊神の存在を感知したため、北領軍本拠地を破壊して飛び出した。特徴は人工筋肉による瞬発力および両手両足を駆使した格闘による連撃と爆発。動力は有機エンジン。

- ミゴス…ダークマターの減少によって起こった時空の変化によって出現したロボット。破壊神らしい。特徴は物理法則を完全に無視した超能力。

## スタッフ
- 監督・脚本・ゲームデザイン：本間毅寛
- ビジュアルディレクター・ロボットデザイン：五十嵐雅継
- メインプログラム：野口俊雄
- 進行画面・特殊効果プログラム：伊藤義弘
- 進行画面・アドベンチャーパートプログラム：竹村高士
- ツール作成・スクリプトプログラム：藤井信夫
- プログラムサポート：池川陽一
- ロボットモデル作成：冨田大道
- モーションディレクター：富山友美子
- モーション作成：富山友美子、山本貴子
- マップモデル作成：庭野文則、佐藤研二、大川和洋、徳森英二
- 進行画面デザイン：林英悟
- キャラクターデザイン：高岡希一
- サウンド：杉山千春、石井雅子
- アニメーションパート・グラフィック制作：株式会社ディジメーション
- オープニングムービー制作：株式会社ウズ
- エグゼクティブプロデューサー：喜多二郎、山田和彦
- プロデューサー：黒田志朗

## 備考
本作のサウンドトラックには、おまけシナリオが付属する。